# Hesbjerg
Hesbjerg er dannet ved sammenlægning af de 2 gårde Store Hesbjerg og Lille Hesbjerg i 1822. Gården ligger i Ubberud Sogn, Odense Herred, Odense Amt, Odense Kommune. Hovedbygningen er opført i 1880-1881 ved Emil Schwanenflügel.
Hesbjerg er på 16,1 hektar.
En markant ejer af slottet er teolog og cand.mag. i religionshistorie og russisk, Jørgen Laursen Vig. Hans drømme var mangeartede for stedet - der blev etableret Hesbjerg Højskole og i en årgang drev han sammen med en russisk nonne et russisk-ortodoks kloster. Det sidste er blevet filmatiseret i Pernille Rose Grønkjærs prisbelønnede dokumentarfilm fra 2006 The Monastery – Hr Vig og Nonnen. Formålet med fonden er at drive fredsforskning, være er fredeligt mødested for alverdens religioner og understøtte det lille bofællesskab, der er etableret rundt om slottet.[kilde mangler]
Hesbjerg Slot var i 2017 rammen om en musikdramatisk performance Hesbjerg revisited  udført af ensemblet Via Artis Konsort som led i festivalen Mod.Strøm. .
Slottet er dog i en slem forfatning, så brugen af slottet er forbudt, grundet nedstyrtningsfare.

## Ejere af Hesbjerg
Kilde: 
- (1822-1828) Hans Rasmussen Roulund
- (1828-1854) Hans Christian Roulund
- (1854-1865) Slægten Roulund
- (1865-1881) H.C.A. Milo
- (1881-1895) Enke Fru Milo
- (1895-1913) Christian Milo
- (1913-1917) Mogens baron Holck
- (1917-1918) R.I.C.H. Rich
- (1918-1922) Steen Giebelhausen
- (1922-1924) E. Jopp
- (1924) Udstykningsforeningen For Sjælland og Fyns Stifter
- (1924-1934) Poul Andersen
- (1934-1957) Forskellige ejere
- (1957-2005) Jørgen Laursen Vig
- (2005-2006) Jørgen Laursen Vigs dødsbo
- (2006-) Hesbjerg Fonden